# رینکه ترنیک
رینکه ترنیک (به انگلیسی: Rieneke Terink) (زادهٔ ۱۳ مارس ۱۹۸۴) شناگر اهل هلند است.